# Juan Borges Matos
Juan Borges Matos (Caimanera, Cuba, 28 de marzo de 1966) es un Gran Maestro Internacional de ajedrez cubano.

## Palmarés
Fue tres veces ganador del Campeonato de Cuba de ajedrez, en 1987, 1993 y 1995. En 1995 empatado con el gran maestro Julio Becerra Rivero.
Fue ganador del campeonato de Cuba juvenil en 1984, celebrado en Santiago de Cuba.
Participó representando a Cuba en dos Olimpíadas de ajedrez en 1988 y 1998.
Fue campeón Panamericano en La Habana en 1988.